# Cettia brunnifrons
La Cettia brunnifrons è una specie uccello passeriforme appartenente alla famiglia delle Cettidae diffusa nell'asia meridionale, in particolare nel nord del Pakistan e nel centro della Cina, rendendola la specie più orientale e più settentrionale del genere Cettia.